# Francisco Rendon de Quebedo
Francisco Rendon de Quebedo foi um fidalgo espanhol, filho de Dom Pedro Mateus Rendon e de Madalena Clemente de Alarcão Cabeça de Vaca. Silva Leme estuda sua descendência no volume IX de sua Genealogia Paulistana.
Veio para o Brasil com o general Fadrique de Toledo Osório em 1625, para retomar a Bahia dos holandeses. Acabada a guerra, passou por São Paulo e ali se casou com Ana de Ribeira, filha de Amador Bueno, que ficaria conhecido como o Aclamado.
Fez parte da entrada ao Guairá em 1628 com cunhados seus e muito trabalhou para o socorro ao Norte, contra os holandeses, em 1639.